# Liu Shengshu
Liu Shengshu (chinesisch 刘圣书, Pinyin Liú Shèngshū, * 8. April 2004 in Liaoning) ist eine chinesische Badmintonspielerin.

## Karriere
Liu Shengshu gewann bei der Juniorenweltmeisterschaft 2022 Gold im Mixed und im Damendoppel. 2024 wurde sie gemeinsam mit Tan Ning bei den Asienmeisterschaften Dritte. Bei den Olympischen Spielen 2024 in Paris gewann das Duo im Doppel nach einer Finalniederlage gegen Chen Qingchen und Jia Yifan die Silbermedaille.